# Gleb Jurijewicz
Gleb (I) Jurijewicz (ros. Глеб Юрьевичl ur. między 1108 a 1147, zapewne ok. 1120/30, zm. 20 stycznia 1171 roku) – książę Kurska w 1147 roku, kaniowski w 1149, perejasławski od 1155 do 1160, wielki książę kijowski w latach 1169 i 1170–1171 z dynastii Rurykowiczów (dokładniej z linii bocznej Monomachidów).
Urodził się jako szósty syn (i ósme dziecko) Jerzego Dołgorukiego i jego nieznanej z imienia pierwszej żony, córki Aepa Osenowicza, władcy Połowców i syna Osena. Jego braćmi byli książęta: Rościsław Jurijewicz, Andrzej I Bogolubski, Michał Jurijewicz, Wsiewołod III Wielkie Gniazdo (dwaj ostatni to przyrodni bracia).
W kronikach swojego czasu wspominany jest jako dobry władca, który pomagał biednym i mnichom. Po raz pierwszy pojawia się w źródłach z 1147 roku, które wspominają jego smutek po śmierci starszego brata, Iwana. W tym samym roku, jesienią, wspomagał swego kuzyna, Światosława Olegowicza w walce z Połowcami. W 1149 roku objął Kaniów, gdy jego ojciec wyjechał zdobyć Kijów i tym samym formalną zwierzchność nad książętami. Około 1150 uczestniczył ze swym ojcem w walce o Kijów przeciw Izjasławowi III, księciu czernihowskiemu i kijowskiemu. W latach 1151–2 ojciec nadał mu Perejasław, który jednak został spalony przez Izjasława II Pantelejmona. W 1155 roku otrzymał od ojca Perejasław, który utrzymał w posiadaniu do 1169, gdy oddał go synowi. Walki zaostrzyły się po śmierci Jerzego Dołgorukiego w 1157, a tron obejmowali na przemian Izjasław III, Rościsław I Michał i Mścisław II Izjasławicz. Do 1161 roku trwał sojusz Gleba z Izjasławem III, potwierdzony ślubem z jego córką.
Ostatecznie 1169 roku koalicja książąt na czele z jego bratem Andrzejem I Bogolubskim przejęła Kijów i osadziła go na tamtejszym tronie. Jednak Andrzej zdegradował rolę dawnej ruskiej stolicy i swą siedzibą uczynił Włodzimierz – od tego czasu aż do 1328 roku to tam rezydował faktyczny władca, a książę kijowski był mu zazwyczaj podległy. Jeszcze w tym samym roku Andrzej usunął Gleba i osadził na tronie z powrotem Mścisława II. Gleb powrócił na tron w 1170 roku, ale już w styczniu 1171 zmarł, najprawdopodobniej otruty przez kijowian - tak samo jak ojciec. Po jego śmierci władzę w Kijowie na krótko przejął Włodzimierz III Mścisławicz.

## Małżeństwo i potomstwo
Był dwukrotnie żonaty. Jego pierwsza małżonka, nieznana z imienia, zmarła w 1154. Rok później poślubił córkę Izjasława III Dawidowicza, księcia Czernihowa. Doczekali się razem trójki dzieci:
- Izjasława, zmarłego w 1184 roku w bitwie pod Bulgar;
- Włodzimierza (1157–1187), księcia perejasławskiego od 1169;
- Olgi, żony księcia kurskiego Wsiewołoda Światosławowicza.